# Transitions
Transitions è il terzo EP della band canadese Silverstein, distribuito il 7 dicembre 2010, dapprima in formato digitale e poi anche su CD. È il primo disco del gruppo tramite la nuova etichetta Hopeless Records, alla quale i Silverstein sono passati nel novembre dello stesso anno (prima erano sotto contratto con la Victory Records) e di cui i membri della band si sono dichiarati grandi fan ed amici.
Come spiegato dal cantante Shane Told, il titolo dell'EP sta ad indicare un "periodo di transizione" tra una fase e l'altra della storia della band, dopo essere stati per 8 anni sotto contratto con la Victory Records.
Sacrifice è stata scelta come primo singolo in vista del nuovo album Rescue e pubblicata già il 3 dicembre. Compare nell'album assieme a Darling Harbour e ad una versione non acustica di Replace You. Dancing On My Grave è stata invece aggiunta in determinate edizioni di Rescue come bonus track, mentre la quinta traccia dell'EP è una cover di Wish, dei Nine Inch Nails, band tra le preferite di Told sin da ragazzo. Il cantante ha spiegato che volevano fare qualcosa che nessuno si aspettava dai Silverstein, e così dopo aver fatto un tour proprio assieme ai NIN, gli è venuta l'idea di realizzare una cover di una loro canzone. Replace You compare anche nella compilation estiva Another Hopeless Summer 2011.
La critica, a differenza dei fan, si è dimostrata abbastanza fredda rispetto a questo EP. Alcuni hanno commentato che rispetto al precedente lavoro A Shipwreck in the Sand, la band non ha mostrato particolari evoluzioni, cosa che seppur possa risultare gradita ai fan, rischia di non attirare nuovi supporter. Di Sacrifice e Dancing On My Grave sono stati elogiati gli ormai consueti passaggi di Told dal cantato pulito allo scream, mentre Darling Harbour, pur giudicata gradevole, è stata criticata per il suo testo poco originale e per il suo ritornello visto come scontato.
L'album è entrato nella classifica degli album indipendenti più venduti, arrivando al 29º posto nella settimana di lancio.

## Tracce
1. Sacrifice – 2:35
2. Darling Harbour – 2:52
3. Dancing On My Grave – 3:16
4. Replace You (acoustic) – 3:42
5. Wish (cover dei Nine Inch Nails) – 3:31

## Formazione

### Band
- Shane Told - voce
- Josh Bradford - chitarra ritmica
- Neil Boshart - chitarra
- Paul Koehler - batteria
- Billy Hamilton - basso

### Personale aggiuntivo
- Anna Jarvis - violoncello
- Jordan Valeriote - produttore, tecnico audio
- Inaam Haq - tecnico audio
- Cameron Webb - Mixaggio
- Chuck Carvalho - mastering
- Shaun Gowman - Tecnico della batteria
- Sons of Nero - Layout